# Pneumodesmus newmani
Pneumodesmus newmani — викопний вид двопарноногих багатоніжок, що існував наприкінці силуру або на початку девону. Це найдавніший відомий вид багатоніжок та одна з найдавніших відомих наземних тварин. Рештки істоти були виявлені в 2004 році у Стоунхейвені в області Абердиншир на сході Шотландії. Типовий зразок виявлений палеонтологом-любителем Майклом Ньюменом (який за професією був водієм астобуса), тому вид P. newmani назвали на його честь. Голотип зберігається у Національному музеї Шотландії в Единбурзі